# Terence Charles Stuart Morrison-Scott
Sir Terence Charles Stuart Morrison-Scott (1908–1991), zoologista britânico. Foi diretor do Museu de História Natural de Londres entre 1960 e 1968.

## Publicações
- Checklist of Palaearctic and Indian mammals 1758 to 1946 / by J.R. Ellerman and T.C.S. Morrison-Scott. London: BM (NH), 1951.
- Checklist of Palaearctic and Indian mammals 1758 to 1946 / by J.R. Ellerman and T.C.S. Morrison-Scott. London: BM (NH), 1966.
- A list of British mammals [by] T.C.S. Morrison-Scott Published London, Printed by order of the trustees of the British Museum, 1952.
- Southern African mammals, 1758-1951: a reclassification, by J. R. Ellerman, T. C. S. Morrison-Scott, and R. W. Hayman, 1909–1973 Published London: Printed by order of the trustees of the British Museum, 1953.